# Cartoon Network (Filippine)
Cartoon Network è un canale televisivo a pagamento filippino gestito dalla Warner Bros. Discovery International, che trasmette principalmente serie animate. La versione filippina è un'affiliata della sua versione omonima pan-asiatica e viene trasmessa esclusivamente nelle Filippine.
Il canale arrivò inizialmente nel Paese il 4 ottobre 1994 col feed pan-asiatico, salvo poi essersi separato il 1° settembre 1995.

## Storia

### Anni '90
Il feed filippino iniziò le sue trasmissioni il 1° settembre 1995, che era operante però solo dalle 6:00 alle 21:00, poiché originariamente condiviso con TNT Asia, poi diventato Turner Classic Movies, che occupava il resto della giornata. Inizialmente trasmetteva solo cartoni animati di Hanna-Barbera come Arriva Yoghi, Top Cat e Gli antenati.
Cartoon Network è stato il primo canale via cavo a trasmettere solo cartoni animati nel Paese, seguito poi da Nickelodeon, lanciato nel 1998 e Disney Channel nel 2000. 
Nel 1996, il canale iniziò a trasmettere cartoni animati della MGM, come Tom e Jerry o Droopy: Master Detective. In seguito all'acquisizione di Turner da parte di Time Warner, avvenuta più tardi nello stesso anno, nel 1997 il canale aggiunse alla sua programmazione il catalogo Warner Bros., contenente Looney Tunes e cartoni animati correlati. Nel 1998, Cartoon Network iniziò a trasmettere il suo primo programma originale, Space Ghost Coast to Coast.
Nel 1999, la rete introdusse nel suo palinsesto i programmi originali Il laboratorio di Dexter, Mucca e Pollo, Io sono Donato Fidato, Ed, Edd & Eddy e Johnny Bravo. L'anno successivo, andarono in onda per la prima volta nuovi programmi, tra cui Le Superchicche, Mike, Lu & Og e Leone il cane fifone.

### Anni 2000
Nel 2001, Cartoon Network continuò a trasmettere nuovi programmi originali, come Ovino va in città, La squadra del tempo e Samurai Jack. La rete soprannominò questi programmi originali Cartoon Cartoons e li mandò in onda in un blocco omonimo di programmazione il venerdì sera. Lo stesso anno, Cartoon Network si espanse a un canale 24 ore su 24, come nel feed asiatico della casa madre, e creò altri blocchi di programmazione, tra cui Toonami, Acme Hour, Prime Time, Boomerang e Cartoon Network After Dark. 
Nel 2002, la rete ampliò Cartoon Cartoons con nuovi show come Brutti e cattivi, Whatever Happened to... Robot Jones? e Nome in codice: Kommando Nuovi Diavoli. Nel 2004, Gli amici immaginari di casa Foster fu l'unico programma a debuttare sulla rete. Nel 2005, il blocco di programmazione Boomerang è stato trasformato in un canale a sé stante.
Il 1° ottobre 2005, i bumper ed il logo della rete furono rinnovati.
Nel 2006, debuttarono diversi nuove serie animate di Cartoon Network, tra cui Robotboy, The Life and Times of Juniper Lee, Camp Lazlo, Hi Hi Puffy AmiYumi, Quella scimmia del mio amico e Squirrel Boy. Il soprannome Cartoon Cartoons precedentemente utilizzato per i nuovi programmi del canale fu interrotto quell'anno. Quell'anno fu trasmesso sul canale anche un cartone per adulti, I Simpson,  sebbene con un uso massiccio della censura, visto che le parolacce sono state tagliate o silenziate. 
Dal 2008, programmi più datati come Gli amici immaginari di casa Foster e Camp Lazlo hanno iniziato a essere trasmessi con minore frequenza, a favore di nuovi show come Ben 10 e The Secret Saturdays.

### Anni 2010
Il 1° ottobre 2011 il canale ha rinnovato il suo logo ed il suo  slogan, lanciando lo stesso giorno anche un feed separato in alta definizione. Nel dicembre 2012, Cartoon Network ha iniziato a trasmettere vecchi programmi, come Ben 10 e Camp Lazlo, in formato HDTV 1080i anziché SDTV 480i.
Nel 2013, lo slogan del canale è stato nuovamente rinnovato. Il 4 aprile 2019, è stato introdotto NEW in 5, 6, 7 and 8, un blocco serale infrasettimanale che presentava nuovi episodi ogni ora, a partire dalle 17:00 fino alle 20:00, e il blocco Best Summer Day, dedicato all'estate.

### Anni 2020
Da febbraio 2020, come parte della campagna "Redraw Your World", si sono tenuti eventi fisici organizzati da Cartoon Network e Crayola nei centri commerciali di tutto il paese.

## Blocchi

### Cartoonito

Logo del blocco

Cartoonito è stato rilanciato come blocco di programmazione mattutino su Cartoon Network Filippine e Cartoon Network Asia il 28 marzo 2022. A differenza del blocco asiatico, la versione filippina va in onda ancora oggi.

## Cartoon Network sulla televisione in chiaro

### Programmi di Cartoon Network su GMA
GMA, rete televisiva filippina, trasmetteva già programmi Cartoon Network come Mucca e Pollo, Johnny Bravo e Le Superchicche nel 2001. Nel 2008, alcuni programmi come Camp Lazlo e Quella scimmia del mio amico sono stati trasmessi sulla rete gemella QTV fino al 2010, quando TV5 ha acquisito i diritti per trasmettere l'intera programmazione originale di Cartoon Network. Nel 2019, GMA Network ha ritrasmesso gli episodi originali di Ben 10 ogni mattina nei giorni feriali e Ben 10 - Forza aliena ogni fine settimana.

### Blocco su CNN Philippines
Il 1° settembre 2018, dopo una pausa di un anno, i programmi di Cartoon Network sono tornati sulla TV gratuita, questa volta su CNN Philippines. Ciò è dovuto alla crescente tendenza a mandare in onda cartoni animati e programmi di intrattenimento sui canali di notizie in chiaro. Programmi come We Bare Bears - Siamo solo orsi, Adventure Time, The Powerpuff Girls e Ben 10 vengono trasmessi in lingua inglese anziché in filippino. I suddetti programmi fanno parte del blocco mattutino del fine settimana di CNN Philippines Junior.

## Loghi

1° settembre 1995 - 1° ottobre 2006
1° ottobre 2006 - 1° ottobre 2011
In uso dal 1° ottobre 2011